# Ignacio Mariano Martínez de Galinsoga

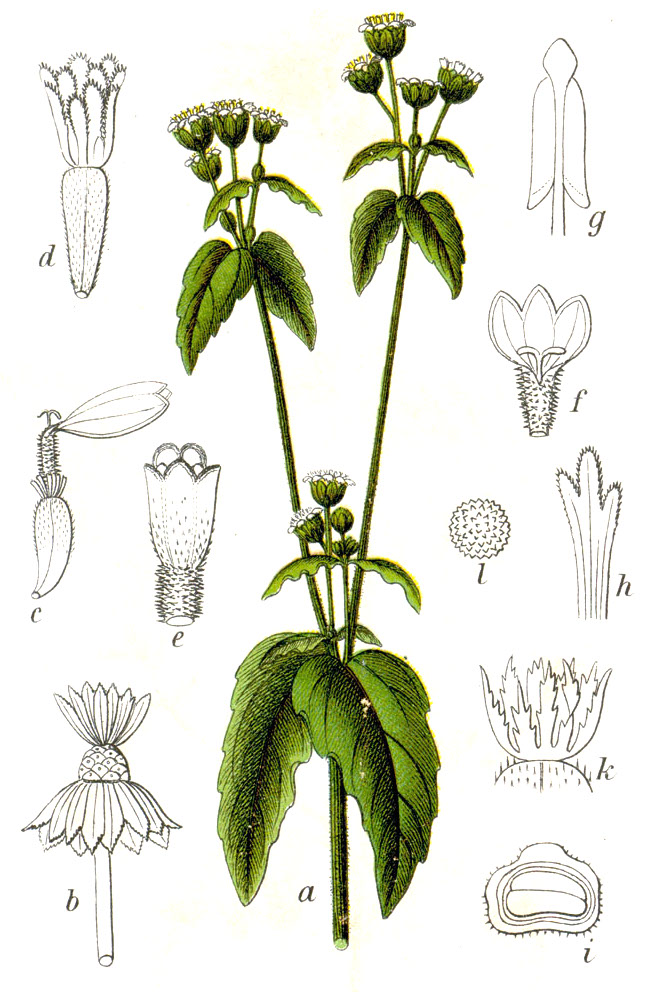
Galinsoga parviflora
by Johann Georg Sturm

Ignacio Mariano Martínez de Galinsoga (Huesca, 1766- Granada, 1797) fue un médico de la reina consorte española María Luisa de Parma  y director del Real Jardín Botánico de Madrid y de la Real Academia Nacional de Medicina de España. El género botánico Galinsoga lleva su nombre, mientras que una calle de Vélez-Rubio (Almería) lo conmemora.
Las plantas del género Galinsoga llegaron a Europa desde América en 1776 se encontraban en los jardines de Kew y en 1794 en el Jardín Botánico de París y Madrid.
Galinsoga escribió un libro en 1784, titulado Demostración mecánica de las enfermedades que produce el uso de las cotillas sobre los riesgos de salud inherentes al uso de corsés, y señaló la ausencia de este tipo de problemas de salud entre las mujeres campesinas.